# Neues Rathaus (Ingolstadt)

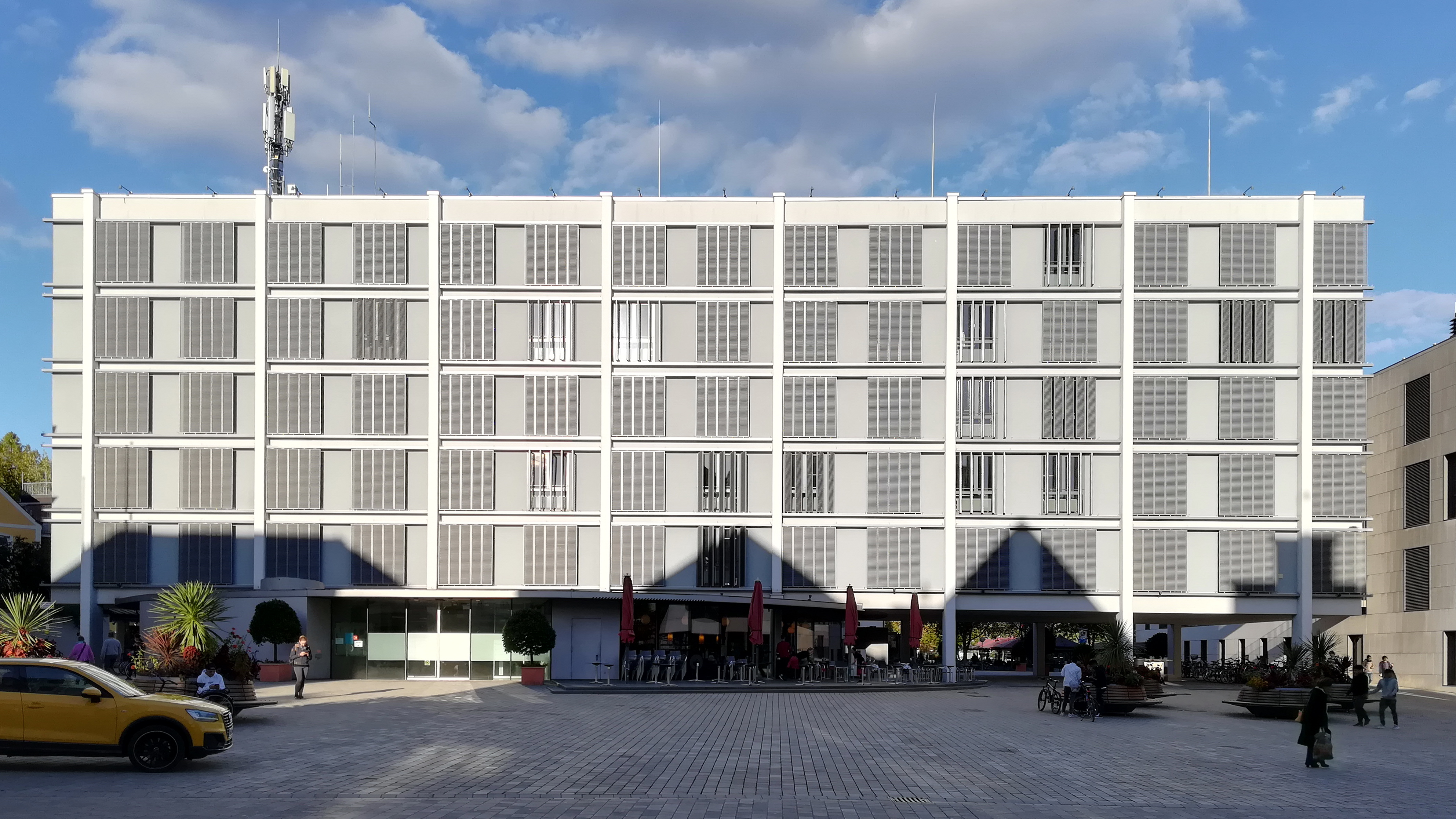
Neues Rathaus (2018)

Das Neue Rathaus in Ingolstadt wurde von 1957 bis 1960 nach Plänen der Ingolstädter Architekten Steinhauser, Lutter und Köhlein anstelle des Gouvernementsgebäudes errichtet und von 2001 bis 2007 von den Architekten Auer+Weber+Assoziierte aus München saniert, erweitert und in der Fassadengestaltung verändert. Es ist ein Bau der Nachkriegsmoderne.

## Lage und Umgebung

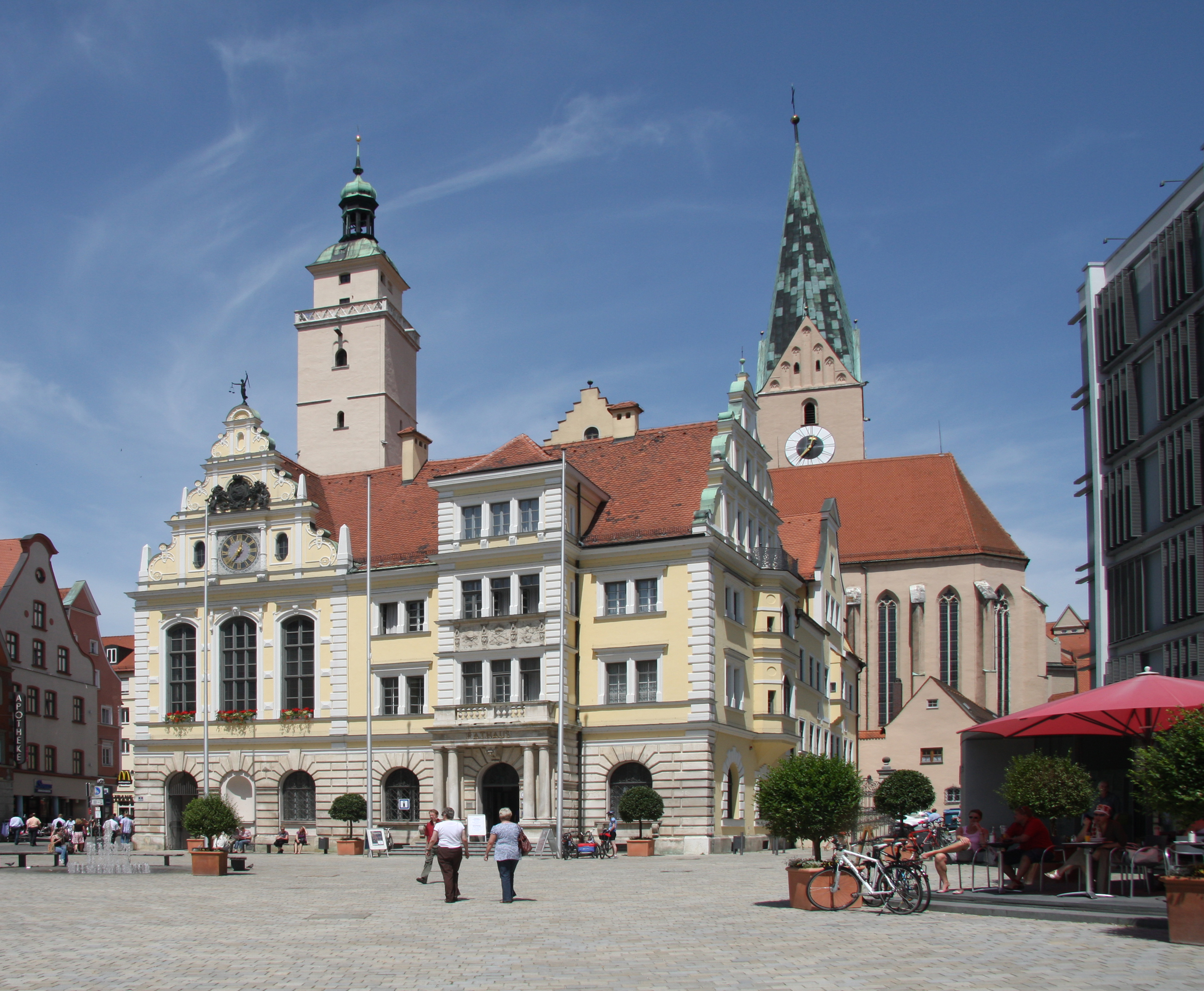
Der Rathausplatz mit dem Alten Rathaus (vorne). Rechts das Neue Rathaus mit Eingangsfoyer

Das Neue Rathaus steht an der Ostseite des Rathausplatzes. Im Norden befindet sich das Alte Rathaus, im Westen sind die Fassaden der durchgängigen Häuserzeile zu sehen. Im Süden ist die Fassade des Sparkassenneubaus zu sehen.

## Geschichte
Der Vorgängerbau wurde bereits 1873 errichtet und in den Jahren vor dem Zweiten Weltkrieg entstand ein neues Verwaltungsgebäude, das aber im Zweiten Weltkrieg am 26. April 1945 zerstört wurde.
Von 1957 bis 1960 entstand das Neue Rathaus. Es ist ein aufgeständerter Verwaltungsbau, der mit seiner auf großen Stützen gelagerten breiten Masse den Rathausplatz dominiert. Verbunden mit dem Verwaltungsbau war ein vorgelagerter Flügel, der die Stadt- und Kreissparkasse umfasste.
Der Plan zum Neuen Rathaus wurde zu seiner Entstehungszeit als „städtebaulich glücklicher Entwurf“ angesehen; der Neubau beherrsche den Rathausplatz und stehe in einem interessanten Kontrast zum Alten Rathaus.
Um die Jahrtausendwende wurde dagegen der Abriss des Verwaltungsbaus diskutiert. Während der Flügel mit der Bank abgebrochen wurde, entschied man sich dafür, den Verwaltungsbau zu restaurieren. „Grundgedanke ist die Aktivierung der Platzfolge Rathausplatz – Viktualienmarkt – Theaterplatz durch eine durchgängige barrierefreie Gestaltung der Bodenbeläge.“ Unter dem Bau, der auf Stützen steht, wurde 2006 ein kreisförmiger, pavillonartiger Erweiterungsbau geschaffen, der sich direkt beim Eingangsfoyer befindet. Das Gebäude wurde mit grauen Jalousien verblendet. Der Flügel mit der Bank wurde neu geschaffen und ragt heute weit in den Rathausplatz hinein.